# Apelsinspindel
Apelsinspindel (Araneus alsine) är en spindelart som först beskrevs av Charles Athanase Walckenaer 1802.  Apelsinspindel ingår i släktet Araneus och familjen hjulspindlar. Arten är reproducerande i Sverige. Inga underarter finns listade i Catalogue of Life.

## Bildgalleri

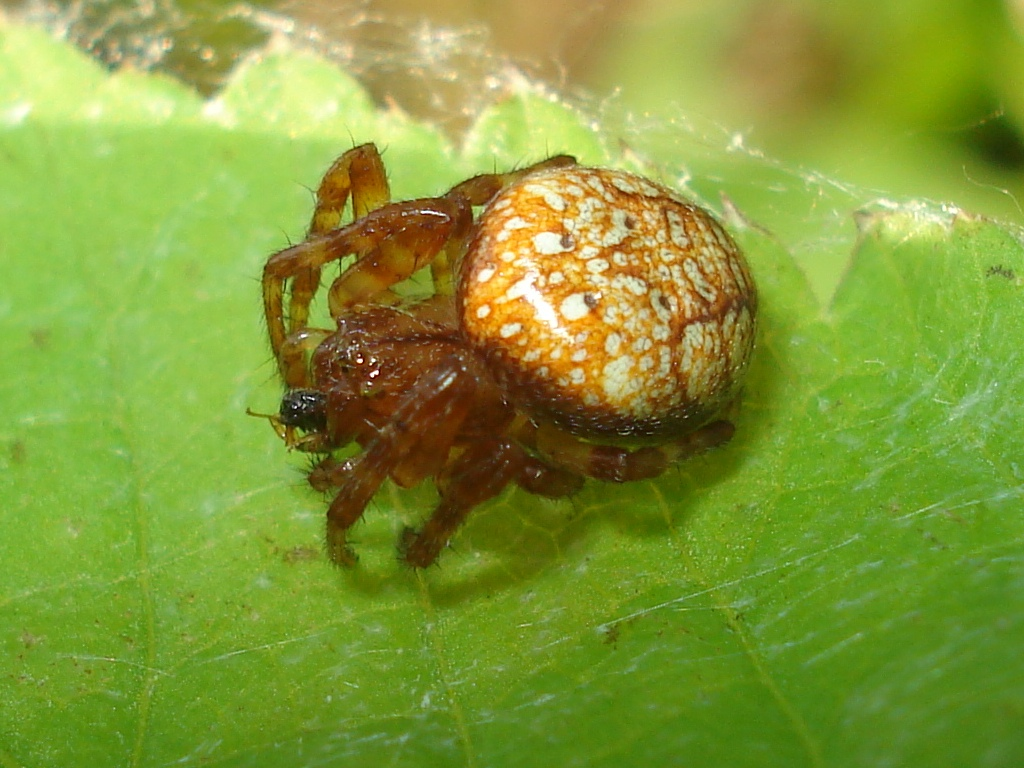
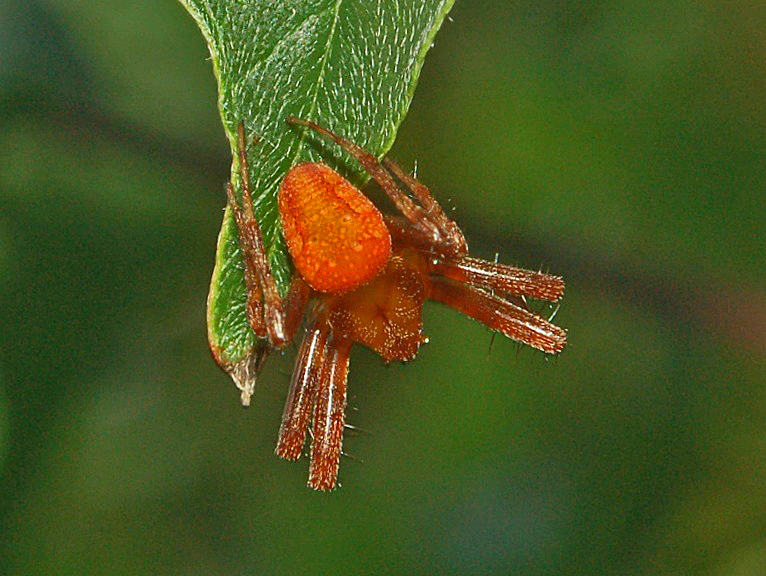
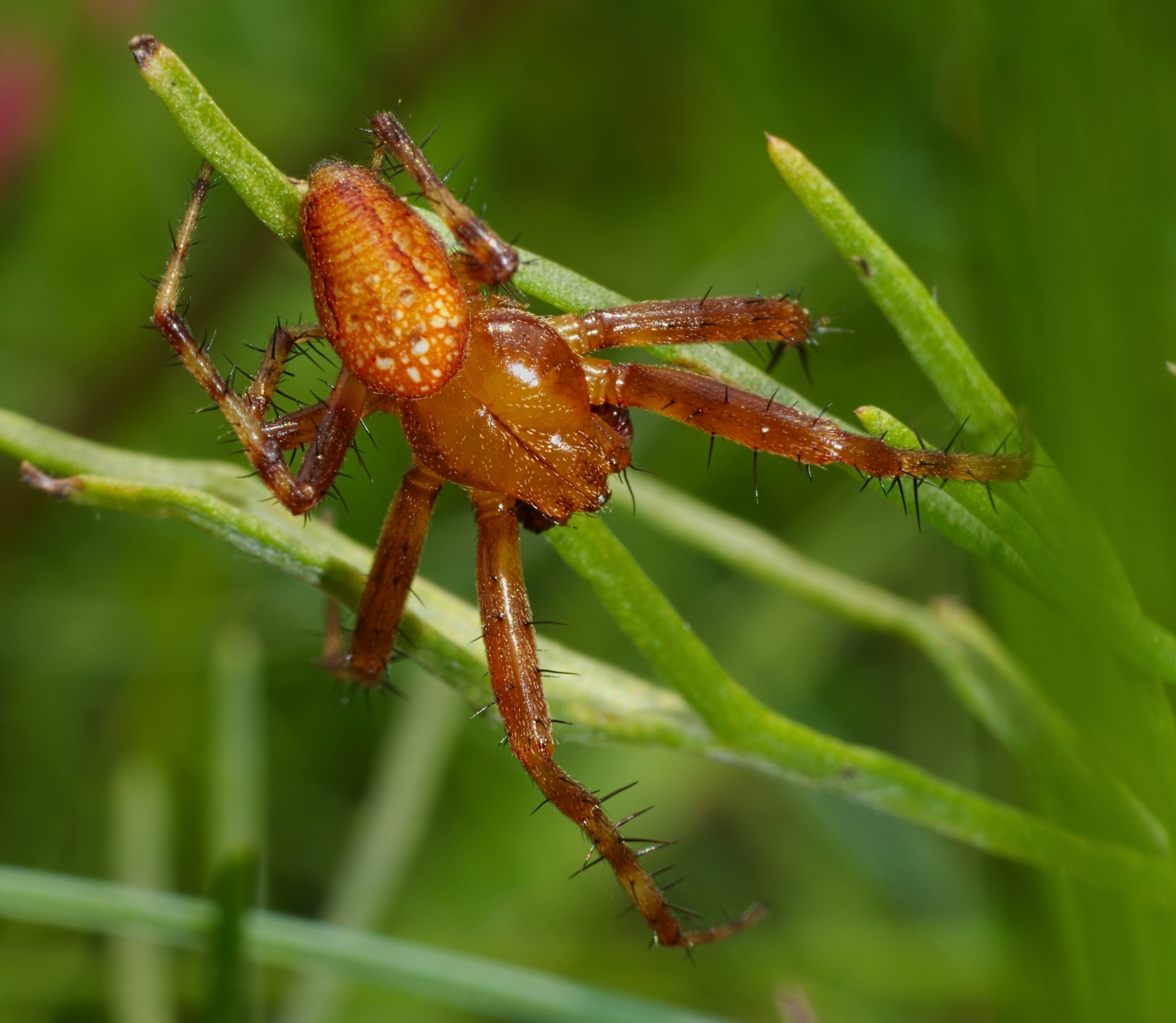
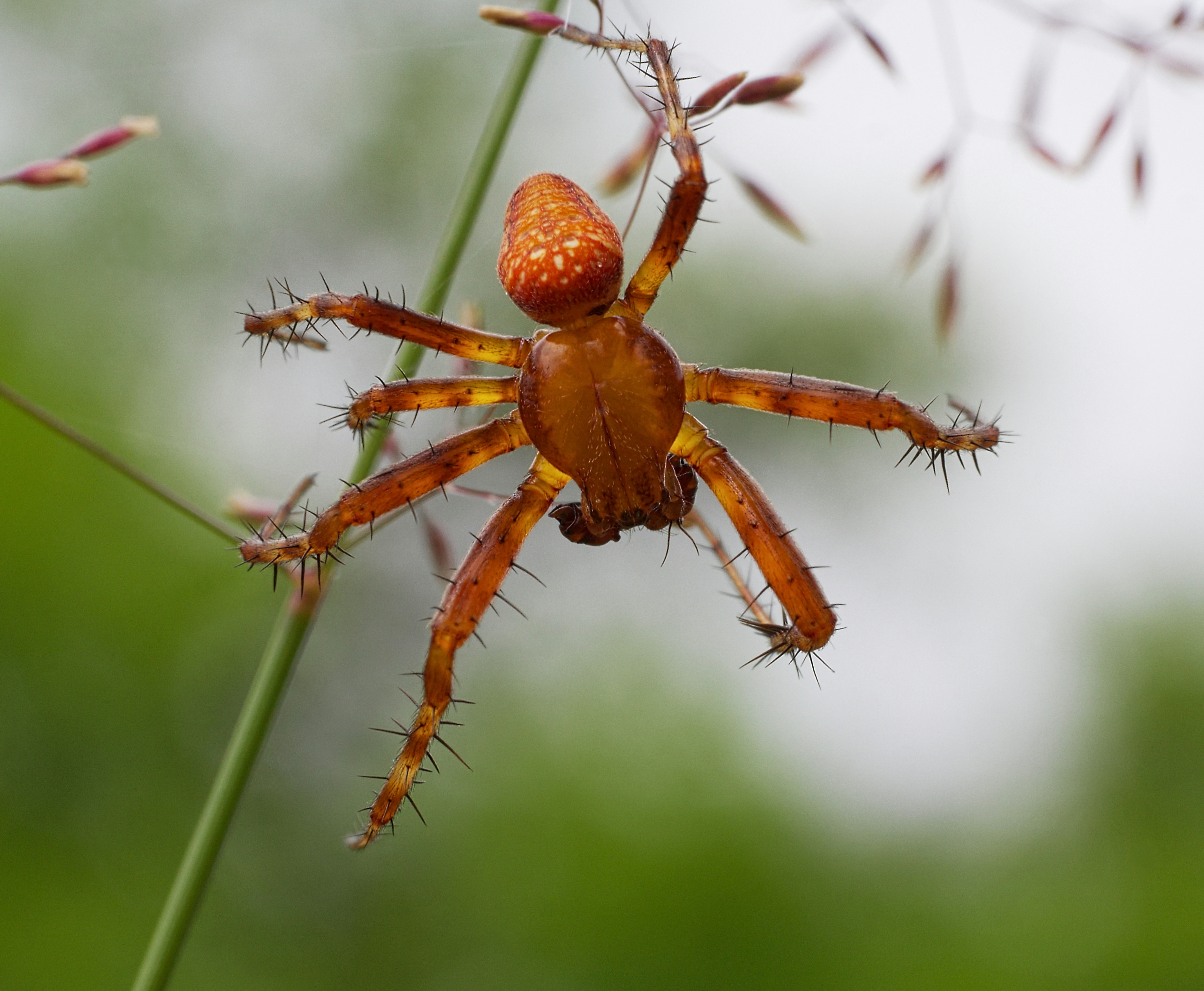
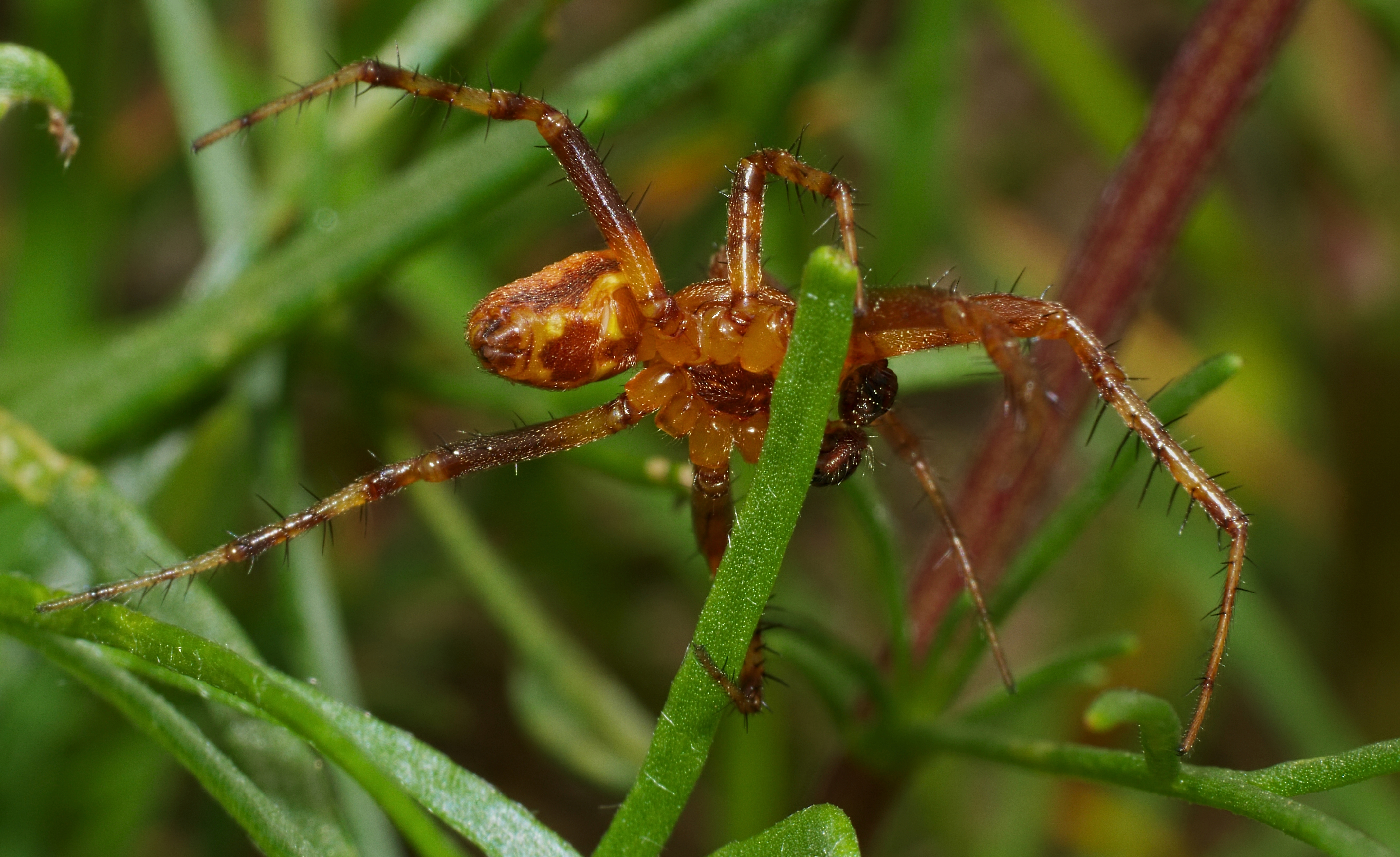